# دیوید سیشزون
دیوید سیشزون (انگلیسی: David Czyszczon؛ زادهٔ ۴ سپتامبر ۱۹۸۱) بازیکن فوتبال اهل آلمان است.
از باشگاه‌هایی که در آن بازی کرده‌است می‌توان به باشگاه فوتبال بوخوم و باشگاه فوتبال روت‌وایس اسن اشاره کرد.